# Роуз Бад (Арканзас)
Роуз Бад (енгл. Rose Bud) град је у америчкој савезној држави Арканзас.

## Демографија
По попису из 2010. године број становника је 482, што је 53 (12,4%) становника више него 2000. године.
| Група             | 2000.       | 2010.       |
| Белци             | 419 (97,7%) | 426 (88,4%) |
| Афроамериканци    | 0 (0,0%)    | 0 (0,0%)    |
| Азијати           | 1 (0,2%)    | 1 (0,2%)    |
| Хиспаноамериканци | 0 (0,0%)    | 34 (7,1%)   |
| Укупно            | 429         | 482         |